# N’Diaye Fatoumata Coulibaly
N’Diaye Fatoumata Coulibaly (geb. 17. April 1954; gest. 18. Juli 2010, Bamako, Mali) war eine Politikerin in Mali. Sie war Sozialministerin von 2002 bis 2004.

## Leben
Fatoumata Coulibaly erwarb einen Magister in Psychologie an der École normale supérieure de Bamako. Sie arbeitete als Forscherin in verschiedenen Projekten zu Pädagogik und Bildung.
Sie gehörte zum Vorstand des Bloc pour la démocratie et l’intégration africaine (BDIA Faso Jigui), welcher Amadou Toumani Touré für die Präsidentschaftswahlen in Mali 2002 unterstützte. Nach dem Sieg von Amadou Toumani Touré (ATT), wurde sie Ministerin für Sozialentwicklung, für Solidarität und ältere Personen in der Regierung von Ahmed Mohamed ag Hamani bis 2004.